# سجن ساليناس فالي
سجن ولاية ساليناس فالي، سجن بمساحة 300 فدان يقع في ولاية كاليفورنيا، يبعد 8 كم شمال سوليداد في مقاطعة مونتيري، ولاية كاليفورنيا، بجوار مرفق التدريب الإصلاحي، يسمى أيضا (سجن ولاية سوليديد).
يحتوي السجن على 5 مرافق: إيه. بي. سي. دي. وإم. من الخمس مرافق، يعتبر المرفق إيه والمرفق دي، مكانا لإيواء مساجين الحالات الحساسة. تحتوي هذه المرافق على مساجين المستوى الثالث والرابع (أعلى تصنيفات الأمن)، مرفق إم يعتبر من المستوى الأول واللذين يحتوي قرابة 200 سجين.
إحتوى السجن على قاعة ألعاب رياضية، واللتي بسبب ازدحام السجن تحولت إلى مهجع، ولكن بسبب انخفاض تعداد النزلاء أغلقت في عام 2008.
يحتوي السجن أيضا على قسم برنامج العلاج الوسيط للصحة العقلية (برنامج ساليناس فالي للطب النفسي) لإستيعاب الاحتياجات النفسية للسجناء.